# Ramón Viguri y Ruiz de Olano
Ramón Viguri y Ruiz de Olano (Vitoria, 31 de agosto de 1886 - Madrid, década de 1960) fue un político republicano español. Fue elegido diputado en 1936.
Viguri residía en Irún, aunque era propietario de un negocio en Hendaya, al otro lado de la frontera con Francia. Gracias a ello, participó en varias conspiraciones contra la dictadura de Primo de Rivera, por lo que fue desterrado a Fuerteventura, a dónde también fue desterrado Unamuno. Viguri huyó de la isla en un velero francés y volvió a Hendaya, dónde organizó un mitin con Miguel de Unamuno (que estaba en París y se quedó desde entonces en Hendaya) y Eduardo Ortega y Gasset, con lo que el grupo más activo de oposición a la dictadura se trasladó a esta localidad del País Vasco francés. Poco después, fue expulsado por las autoridades francesas a Bélgica. En Lovaina conocería a su futura esposa, Francine. Cuando volvió a Hendaya en 1930 siguió inmerso en las conspiraciones contra la monarquía.
Al proclamarse la Segunda República Española, volvió a Irún. Estaba afiliado al Partido Republicano Radical Socialista. El 21 de mayo de 1931 el gobierno provisional de la República le nombró delegado del Gobierno en el Banco de Crédito Industrial y el 21 de octubre del mismo año gobernador, y unos días más tarde director del Banco Exterior de España.
En 1933, tras la llegada a la presidencia del Gobierno de Alejandro Lerroux, dimitió de sus cargos en el Banco de Crédito Industrial y ya en 1934 de los que tenía en el Banco Exterior. Fue directivo de diversas empresas como la Secretaría de Defensa del Ahorro, la Compañía Nacional de Automotores o la Compañía Nacional de Colonización Africana (ALENA). También, en 1935 fue representante en Madrid de La Maquinista Terrestre y Marítima. En 1934, tras la confluencia del ala izquierda del radicalsocialismo liderada por Marcelino Domingo en Izquierda Republicana, Viguri se convirtió en militante de este partido, del que fue elegido tesorero, lo que causó su salida de la dirección del Banco Exterior.
En las elecciones generales españolas de 1936 fue elegido diputado por las minorías en segunda vuelta por Álava por Izquierda Republicana dentro de la candidatura del Frente Popular. Durante la Guerra Civil apoyó el estatuto de autonomía vasco. En 1937 marchó en Francia, donde se exilió. Al inicio de la Segunda Guerra Mundial se encontraba en Hendaya. Tras la capitulación francesa en 1940 las autoridades franquistas pidieran su extradición a la Francia de Vichy, pero consiguió huir a México. Pudo volver a España durante los años sesenta.